# Gaius Marius

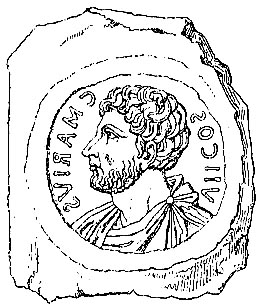
Caius Marius

Gaius Marius (Latin: C·MARIVS·C·F·C·N) (157 î.Hr. Cereatae, Latium- 13 ianuarie 86 î.Hr., Roma), a fost un general și om politic roman, care a jucat un rol important într-o perioada agitată a Republicii Romane.
Marius este cunoscut pentru cele 7 consulate și pentru reforma armatei romane, permițând recrutarea cetățenilor fără pământ și reorganizând structura legiunilor romane.

## Biografie
Marius s-a născut în orașul Arpinium din sudul Latiumului, oraș cucerit de romani la sfârșitul secolului al patrulea î.Hr., într-o familie de plebei. De tânăr s-a înrolat în armată și s-a remarcat prin faptele sale. În anul 108 î.Hr. devine consul iar în 111 î.Hr. este votat in corpore pentru a conduce războiul cu Iugurtha, regele Numidiei.
În 102 î.Hr., Marius împreună cu armata sa de mercenari, învinge cimbrii, teutonii și triburile germanice care pustiiseră Gallia și Hispania. Intră în conflict cu Sulla pentru comanda armatelor împotriva lui Mithridates. Marius dorea să conducă această campanie, dar Sulla revoltat de manevrele lui Marius își răscoală trupele și pornește asupra Romei. Marius se ascunde și Sulla pune stăpînire pe Roma.
La începutul anului 87 î.Hr. când începe campania din Asia, Marius și partizanii săi revin în capitală. Marius domnește prin teroare, confiscă bunurile lui Sulla și îi anulează legile. În ianuarie 86 î.Hr. este ales pentru a șaptea oară consul dar este doborât de o pleurezie.